# Кьельдаль, Йохан
Йо́хан Гу́став Кристо́ффер То́рсагер Кье́льдаль (дат. Johan Gustav Christoffer Thorsager Kjeldahl; 1849—1900) — датский химик.

## Биография
Йохан Кьельдаль родился 16 августа 1849 года в городе Егерсприс. С 1875 года работал в Карлсбергской высшей сельскохозяйственной школе и Карлсбергской лаборатории (Копенгаген). Изучал ферменты, в частности, инвертин. В 1883 году предложил метод определения содержания азота в органических соединениях (см. Метод Кьельдаля). Скончался 18 июля 1900 года в городе Тисвильде. Так же ему принадлежит изобретение колбы Кьельдаля и аппарата Кьельдаля.